# Florencia Vigna
Florencia Giannina Vigna (Buenos Aires, 11 de junio de 1994) conocida artísticamente como Flor Vigna es una actriz, bailarina y cantante argentina.
Es principalmente conocida por sus participaciones en los programas de telerrealidad Combate y Showmatch: Bailando por un sueño, donde logró consagrarse campeona numerosas veces. También es conocida por su trabajo como actriz en las series de televisión Simona y Mi hermano es un clon.

## Biografía
Fue criada en el barrio porteño de Floresta. Durante su infancia, sus padres tenían una perfumería. Tiene un hermano mayor llamado Miguel y una hermana menor llamada Leila. Cuando tenía dos años, sus padres vivían en una situación precaria y toda la familia debía dormir en el negocio familiar ya que no tenían una casa.[cita requerida] Sus padres se separaron cuando ella tenía once años.
A los once años empezó a tomar clases de teatro en el Centro Cultural Devoto donde participó de muestras y espectáculos. Cursó sus estudios secundarios en el "Instituto de Enseñanza Superior Juan B. Justo". En ese tiempo también estudió danza y comedia musical con becas de estudio en las escuelas de Julio Bocca, Reina Reech y Vivian Luz.[cita requerida] A los 18 años formó parte del grupo Fábrica de Arte, donde hacían espectáculos callejeros junto a bailarines y cantantes independientes.
A los 20 años comenzó su carrera televisiva en el programa Combate, por Canal 9, un programa de telerrealidad en el que se enfrentaban dos equipos de jóvenes y competían en pruebas físicas. El público la eligió campeona absoluta de las temporadas 3, 4 y 5 (todas en 2015).
En 2016 participó del programa Showmatch en la sección Bailando por un sueño, un programa de telerrealidad que consiste en una competición de baile en parejas cuyo objetivo es llegar al final del certamen. Ella resultó ganadora de la edición, junto a su compañero de baile Pedro Alfonso. En 2017 ella volvió a ser la ganadora del certamen.
Debutó en teatro con la obra "Abracadabra" en la ciudad de Villa Carlos Paz, provincia de Córdoba.
En 2017 trabajó en ESPN Redes.
En 2018 tuvo un papel de reparto en la telenovela Simona, de Canal 13 y en su adaptación teatral Simona en Vivo, interpretando a Trinidad Berutti. Ese mismo año coprotagonizó la telenovela Mi hermano es un clon, por el mismo canal, junto a Nicolás Cabré y Gimena Accardi.
En 2019 protagonizó la obra de teatro Una semana nada más junto a Nicolás Vázquez y Benjamín Rojas y fue participante nuevamente de Bailando por un sueño, junto a Facundo Mazzei, logrando llegar a la final por tercera vez.
En 2020 se fue de gira por el interior del país con el elenco de la obra Una semana nada más y fue la host digital de la primera temporada de MasterChef Celebrity Argentina.
En 2021 participó del certamen Showmatch La Academia emitido por Canal 13. Ese mismo año debutó como cantante presentando su primera canción en noviembre. 
En 2022 fue copresentadora del programa El último pasajero por Telefe, junto a Nicolás Occhiato.
En 2023 se sumó a la plataforma para adultos DivasPlay, y también participó del Bailando por un sueño 2023, donde fue además jurado reemplazante de Pampita por 8 programas.

## Trayectoria

### Series y películas
| Series    | Series                      | Series                   | Series                   | Series |
| Año       | Título                      | Personaje                | Notas                    |        |
| --------- | --------------------------- | ------------------------ | ------------------------ | ------ |
| 2017      | Quiero vivir a tu lado      | Micaela                  | Participación recurrente |        |
| 2018      | Simona                      | Trinidad "Trini" Berutti | Elenco principal         |        |
| 2018-2019 | Mi hermano es un clon       | Ámbar Martini            | Protagonista             |        |
| 2019      | El host                     | Azucena                  | Participación especial   |        |
| Películas |                             |                          |                          |        |
| Año       | Título                      | Personaje                | Notas                    |        |
| 2018      | 27: El club de los malditos | Pamela                   | Participación especial   |        |
| 2022      | Miénteme                    | Claudia                  | Personaje secundario     |        |

### Programas de televisión
| Año       | Programa                       | Rol                                                        | Notas               |
| --------- | ------------------------------ | ---------------------------------------------------------- | ------------------- |
| 2014      | Combate                        | Concursante / Capitana del Equipo Rojo                     | Subcampeones        |
| 2014      | Combate 2G                     | Concursante del Equipo Verde / Rojo                        | Subcampeona         |
| 2015      | Combate 3G                     | Concursante del Equipo Rojo                                | Campeona absoluta   |
| 2015      | Combate 4G                     | Concursante del Equipo Rojo / Verde                        | Campeona absoluta   |
| 2015      | Combate 5G                     | Concursante del Equipo Rojo                                | Campeona absoluta   |
| 2016      | Combate 6G                     | Concursante del Equipo Rojo                                | 13.ª eliminada      |
| 2016      | Showmatch: Bailando 2016       | Concursante partenaire de Pedro Alfonso                    | Campeones           |
| 2016      | Combate Evolución              | Capitana del Equipo Rojo                                   | Subcampeones        |
| 2017      | ESPN Redes                     | Co conductora                                              |                     |
| 2017      | Showmatch: Bailando 2017       | Concursante partenaire de Pedro Alfonso / Agustín Casanova | Campeona            |
| 2018      | Premios Martín Fierro Digital  | Presentadora                                               | Primera edición     |
| 2018      | Tenemos Wifi                   | Conductora                                                 |                     |
| 2018      | Showmatch: Bailando 2018       | Concursante junto a Facundo Mazzei                         | Abandono voluntario |
| 2019      | Showmatch: Súper Bailando      | Concursante junto a Facundo Mazzei                         | Subcampeones        |
| 2020–2021 | MasterChef Celebrity Argentina | Host digital                                               | Primera temporada   |
| 2021      | Showmatch La Academia          | Concursante junto a Facundo Mazzei                         | Abandono voluntario |
| 2022      | El último pasajero             | Conductora                                                 |                     |
| 2023      | Bailando 2023                  | Concursante                                                | Abandono voluntario |
| 2023      | Bailando 2023                  | Jurado reemplazo de Pampita                                | 8 programas         |
| 2025      | Mundos opuestos                | Concursante                                                | Abandono voluntario |

### Teatro
| Obras de teatro | Obras de teatro     | Obras de teatro          | Obras de teatro | Obras de teatro |
| Año             | Obra                | Personaje                | Director(es)    |                 |
| --------------- | ------------------- | ------------------------ | --------------- | --------------- |
| 2016-2017       | Abracadabra         | Alelí / Ana              | Carlos Olivieri |                 |
| 2018            | Simona en Vivo      | Trinidad "Trini" Berutti | Willie Lorenzo  |                 |
| 2019-2020       | Una semana nada más | Sofía                    | Mariano Demaría |                 |
| 2023            | El divorcio         | Mecha                    | Nelson Valente  |                 |

## Discografía

### Sencillos
| Año  | Título                                   | Álbum              |
| ---- | ---------------------------------------- | ------------------ |
| 2021 | «Uy!»                                    | Sencillo sin álbum |
| 2021 | «Suelto (con Miss Bolivia)               | Sencillo sin álbum |
| 2022 | «Una en un millón»                       | Sencillo sin álbum |
| 2022 | «Guión»                                  | Sencillo sin álbum |
| 2022 | «Sabor a ti» (con Sael)                  | Sencillo sin álbum |
| 2023 | «Lotería»                                | Sencillo sin álbum |
| 2023 | «Eres tú» (con Rodrigo Tapari)           | Sencillo sin álbum |
| 2023 | «Rumba» (con Kaleb Di Masi)              | Sencillo sin álbum |
| 2023 | «Voy a olvidarme de mi» (con Mario Luis) | Sencillo sin álbum |

| Año  | Título                  | Ártista         |
| ---- | ----------------------- | --------------- |
| 2016 | «Enamorándome de mi»    | Maluco Cumbia   |
| 2022 | «Movimiento #2»         | Emir Abdul Gani |
| 2023 | «Mal ahí»               | Dj Alex         |
| 2023 | «Habibi»                | Gustavo BK      |
| 2024 | «Ayer en tus penumbras» | William DuVall  |
| 2024 | «Esferas»               | Jeph Howard     |
| 2025 | «Capaz (merenguetón)»   | Luz Paisio      |

## Premios y nominaciones
| Premio                             | Categoría                                          | Trabajo                | Resultado |
| ---------------------------------- | -------------------------------------------------- | ---------------------- | --------- |
| Premios Fans Awards 2014           | Mejor Chape (compartido con Sergio Celli)          | Ella misma             | Ganadores |
| Premios Fans Awards 2015           | Pareja Aww (compartido con Nicolás Occhiato)       | Ella misma             | Nominados |
| Premios Fans Awards 2015           | Diosa                                              | Ella misma             | Nominada  |
| Premios Notirey 2015               | Diosa de Combate                                   | Combate                | Nominada  |
| Kids' Choice Awards Argentina 2016 | Chica Trendy                                       | Ella misma             | Nominada  |
| Premios VOS de 2017                | Revelación                                         | Abracadabra            | Nominada  |
| Premios VOS de 2017                | Chica del Verano                                   | Abracadabra            | Ganadora  |
| Premios Carlos 2017                | Mejor Actriz de Reparto                            | Abracadabra            | Nominada  |
| Premios Carlos 2017                | Revelación femenina de la temporada                | Abracadabra            | Ganadora  |
| Premios Los Más Clickeados 2017    | Famosos con Más Rating en Internet                 | Ella misma             | Ganadora  |
| Premios Los Más Clickeados 2017    | Tuitera del año                                    | Ella misma             | Ganadora  |
| Premios Notirey 2017               | Influencer en televisión                           | Showmatch              | Ganadora  |
| Premios Notirey 2017               | Notirey de oro                                     | Ella misma             | Ganadora  |
| MTV Millennial Awards 2017         | Instagrammer nivel Dios - Argentina                | Ella misma             | Nominada  |
| Premios Martín Fierro Digital 2017 | Mejor Estrella Digital                             | Ella misma             | Ganadora  |
| Premios Fans Awards 2017           | Pareja Aww (compartido con Nicolás Occhiato)       | Ella misma             | Nominados |
| Premios Fans Awards 2017           | Diosa                                              | Ella misma             | Nominada  |
| Premios Fans Awards 2017           | Mejor Fandom                                       | Ella misma             | Nominada  |
| Premios Martín Fierro 2017         | Revelación                                         | Quiero vivir a tu lado | Nominada  |
| Premios Los Más Clickeados 2018    | Famosos con Más Rating en Internet                 | Ella misma             | Ganadora  |
| Premios Martín Fierro Digital 2018 | Mejor Estrella Digital                             | Ella misma             | Nominada  |
| MTV Millennial Awards 2018         | Instagrammer nivel Dios - Argentina                | Ella misma             | Ganadora  |
| Premios Fans Awards 2018           | Shippeo Favorito (compartido con Nicolás Occhiato) | Ella misma             | Nominados |
| Premios Fans Awards 2018           | Diosa                                              | Ella misma             | Ganadora  |
| Premios Fans Awards 2018           | Artista del año                                    | Ella misma             | Ganadora  |
| Premios Notirey 2019               | Actriz Protagónica de Comedia                      | Una semana nada más    | Ganadora  |
| Premios Los Más Clickeados 2019    | Famosos con Más Rating en Internet                 | Ella misma             | Ganadora  |
| Premios Martín Fierro Digital 2019 | Twitero más influyente                             | Ella misma             | Nominada  |
| Premios Martín Fierro Digital 2019 | Estrella Digital                                   | Ella misma             | Nominada  |